# Bettie Page
Bettie Mae Page, conosciuta semplicemente come Bettie Page (Nashville, 22 aprile 1923 – Los Angeles, 11 dicembre 2008), è stata una modella statunitense, icona simbolo della bellezza fisica e di prorompente femminilità, conosciuta per essere stata una delle prime e più note pin-up. Attiva soprattutto negli anni cinquanta, oltre a posare per fotografie di moda e da pin up, è apparsa anche in immagini di genere fetish che le hanno fruttato popolarità anche al di fuori dell'ambito strettamente legato alle arti visuali erotiche.

## Biografia

### Infanzia e matrimonio
Nacque il 22 aprile 1923 nel sobborgo di Kingsport da Walter Roy Page e Edna Mae Pirtle. Nel suo certificato di nascita il suo nome viene scritto erroneamente Betty, mentre viene battezzata come Bettie. In seguito al divorzio dei genitori fu affidata all'età di dieci anni, insieme alla sorella, alle cure di un orfanotrofio nel quale rimase per circa un anno. Poi Page tornò a casa, ma il padre alcolista iniziò a molestare sessualmente lei e le sue sorelle quando Bettie aveva 13 anni.
Valida studentessa, mancò una borsa di studio per l'università per solo un quarto di punto. Il 6 giugno 1940 Bettie si diplomò, ricevendo un assegno di 100 dollari e si iscrisse al College con l'intenzione di studiare per diventare insegnante. In seguito, Bettie cominciò ad imparare l'arte drammatica, col sogno di diventare una star del cinema. Così trovò anche il suo primo lavoro: battere il manoscritto dell'autore Alfred Leland Crabb. Bettie si laureò in storia dell'arte nel 1943.
Sposò Billy Neal, suo compagno di classe alle superiori, poco prima che lui partisse per il servizio nella seconda guerra mondiale. I due giovani sposi alla fine divorziarono nel 1947.

### La carriera di modella

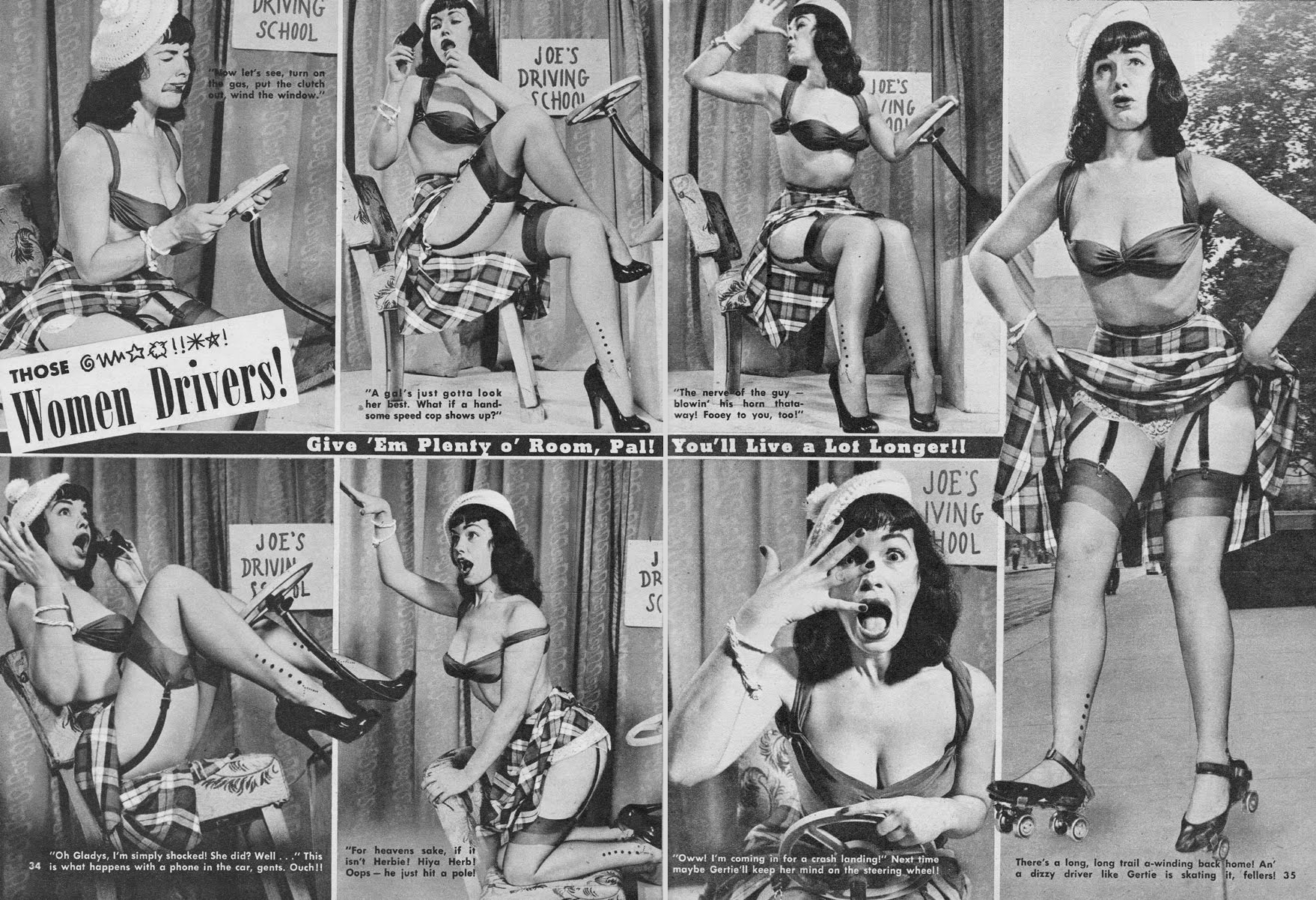
Un magazine statunitense del 1952 realizza un servizio fotografico raffigurando Bettie Page al volante in base a stereotipi sessisti dell'epoca

Dopo aver lavorato per poco tempo ad Haiti come segretaria in una azienda di mobili, si spostò a New York, dove si mantenne lavorando come segretaria mentre cercava un lavoro come attrice. Mentre appariva in un paio di commedie minori nel 1956, Bettie trovò fama e successo come modella, prima negli studi fotografici, quindi per la distribuzione commerciale. Apprese di questa possibilità attraverso un incontro avvenuto per caso nel 1950 con Jerry Tibbs su una spiaggia deserta a Coney Island. Tibbs le suggerì anche di adottare un particolare che sarebbe destinato a diventare il suo marchio: la frangia.

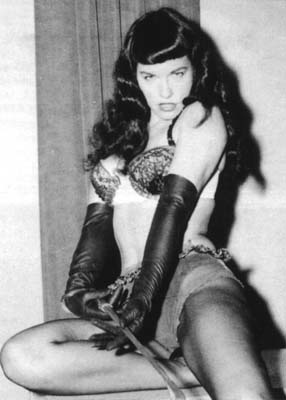
Bettie Page per Playboy nel 1955, con la frusta da bondage

Dapprima Bettie posò per vari studi fotografici, spesso nuda, ma le sue fotografie non venivano pubblicate. Nel 1951, invece, le sue fotografie cominciarono ad apparire sulle copertine delle riviste per uomini. Nel frattempo posò per il fotografo Irving Klaw in foto inviate per corrispondenza, a tema sadomaso, rendendola la prima vera modella di bondage.
Durante una vacanza a Miami, in Florida, nel 1954 Bettie Page incontrò Bunny Yeager. A quel tempo Bettie era la più famosa Pin-up di New York, e Yeager una ex-modella e aspirante fotografa. Bunny scritturò Bettie per uno stage fotografico all'ex parco naturale Africa-U.S.A. di Boca Raton, in Florida. Le fotografie di "Bettie nella giungla" sono tra le più celebri ed includono alcune foto di nudo con un paio di ghepardi di nome Mojah e Mbili. Il vestito a pelle di leopardo fu fatto dalla stessa Bettie, che era solita produrre autonomamente la propria lingerie.
A New York, però, Bettie Page all'età di 30 anni subì uno stupro di gruppo, un trauma che condusse la modella a tornare nella sua cittadina natale, per poi fare ritorno a New York mesi dopo.

Dopo che Bunny Yeager mandò le foto di Page a Playboy, il fondatore Hugh Hefner si assicurò che ella venisse scritturata come Playmate del mese; sua fu inoltre la foto-poster per l'anniversario dei due anni di Playboy nel gennaio 1955. Bettie divenne una delle ossessioni di Hefner, e, quando la Page fu costretta a presentarsi in tribunale accusata di bancarotta, fu Hefner che la aiutò. In un mercato dove la carriera media di una modella si misura in mesi, la Page fu richiesta per diversi anni, fino al 1957. Sebbene abbia spesso posato nuda, non accettò mai di apparire in alcuna scena con contenuti sessuali espliciti. Quando Howard Hughes, regista e plurimilionario, le mandò una lettera chiedendole di incontrarlo, lei declinò.

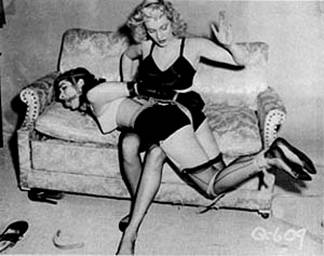
Bettie Page in una immagine pubblicata sulla rivista Bizarre

Sono state ipotizzate varie sue relazioni omosessuali con molte attrici (tra cui addirittura una con Marilyn Monroe). Il brano che segue, tratto da Hollywood Babylon Strikes Again! di Darwin Porter e Danforth Prince, tratta della notte che la modella trascorse con Katharine Hepburn:
In seguito Bettie Page dichiarò: “All'epoca, non pensai minimamente che Katharine Hepburn potesse essere lesbica. Quelle storie su di lei saltarono fuori molto più tardi. Quella donna sapeva mantenere la privacy. Avrei potuto vendere la storia della mia notte con Katharine Hepburn alla rivista Confidential, ma decisi di non farlo. Non volevo che i miei ammiratori pensassero che anch'io fossi lesbica".

### La fine della carriera di modella
Le ragioni per cui lasciò l'attività di modella sono varie. Alcuni affermano che si fosse bruciata e il suo matrimonio con Armand Walterson nel 1958 ne fosse la causa, ma lei aveva già lasciato l'attività molto tempo prima. Altri citano l'"audizione Kefauver" della sottocommissione sulla delinquenza giovanile del Senato, che portò alla cessazione degli affari di Irving Klaw, il giro di fotografie a tema bondage e sadomaso spedite per posta. Un'altra ragione del suo ritiro potrebbe essere stata la sua crescente vicinanza al protestantesimo. Il 31 dicembre 1958, poco dopo il suo matrimonio con Walterson, la Page si convertì al cristianesimo e ridusse i rapporti con la vita precedente. Per molti anni uniche sue notizie furono il divorzio da Walterson nei primi anni sessanta e che stesse lavorando come segretaria per una organizzazione cristiana.

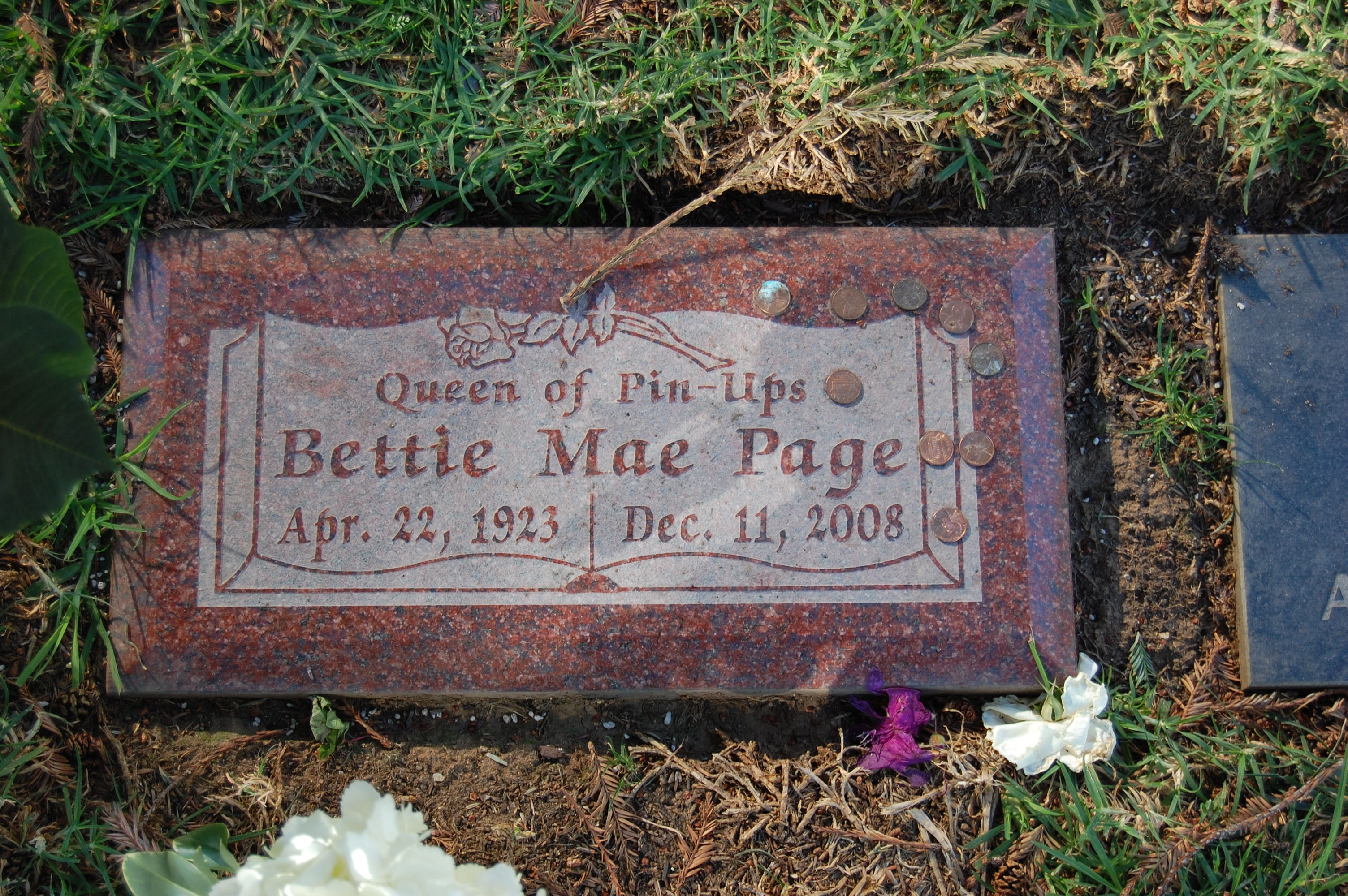
Tomba di Bettie Page

### La ritrovata fama degli anni settanta e ottanta
Nel 1976 la pubblicazione di un libro da parte della Eros Publishing Co., A Nostalgic Look at Bettie Page, con un mix di sue vecchie foto degli anni cinquanta, diede linfa a un nuovo interesse dei fan. Nei primi anni ottanta, il fumettista Dave Stevens modellò sulla figura della Page la donna del suo eroe Rocketeer.
Nel 1987 Greg Theakston pubblicò una fanzine il cui titolo giocava con il cognome di Bettie Page (che in inglese significa Pagina): The Betty Pages (Le pagine di Betty) e raccoglieva aneddoti sulla vita della modella, con particolare riguardo alle lunghe sedute negli studi fotografici. Per sette anni la rivista godette di interesse in tutto il mondo: le lettrici coloravano i loro capelli e li tagliavano nel tentativo di emulare l'Angelo nero, mentre i media ne approfittavano per rilanciare il personaggio attraverso una serie di reportage. Bettie, che viveva in una villetta a schiera di Los Angeles, era incredula di fronte alla rinnovata popolarità, tanto più che l'editore di The Betty Pages la contattò per un'intervista. Non avendo l'artista nulla di nuovo da dire, l'editore cessò la pubblicazione della fanzine.
La Dark Horse Comics ha pubblicato nel 1990 un fumetto su avventure di pura invenzione ispirate alla sua vita; ugualmente, la Eros Comics ha dato alle stampe diversi titoli a lei dedicati.
Nel 1998 intervistata da Playboy commentò così la sua carriera: "Non ho mai pensato che fosse qualcosa di vergognoso. Mi sentivo normale. Semplicemente era molto meglio che battere a una macchina da scrivere per otto ore al giorno".

### Morte e sepoltura
Bettie Page è morta a Los Angeles l'11 dicembre 2008 a 85 anni, dopo una lunga malattia, dovuta a una violenta polmonite; è stata sepolta al Westwood Village Memorial Park Cemetery a Brentwood (California).

## Nella cultura di massa
- Molte modelle si ispirano tuttora a Bettie Page: Bernie Dexter, Dita von Teese e Nina Elizabeth Page (che non è sua parente) sono apprezzate per la loro bellezza classica e la somiglianza con il modello originale.
- Nel film Oblivion l'attrice Musetta Vander è stata sottoposta ad un make-up che la fa assomigliare a Bettie Page.
- A metà anni 2000 escono due differenti film biografici. Nel primo, del 2004, Bettie Page: Dark Angel, diretto da Nico B., Bettie Page è interpretata da Paige Richards. Un secondo film biografico, La scandalosa vita di Bettie Page (The Notorius Bettie Page), diretto da Mary Harron, è stato distribuito nel 2005; nel film Bettie Page è interpretata da Gretchen Mol. Nella pellicola viene rappresentata la vita di Bettie da metà degli anni trenta a metà degli anni cinquanta. Il lungometraggio viene trasposto in una pièce per il teatro l'anno seguente.
- Una diversa pièce, Bettie Page - In bondage!, tratta la figura di Bettie come protofemminista, basandosi sul suo coinvolgimento in un maxiprocesso per la moralizzazione degli Stati Uniti avvenuto nel 1954.
- Nel 2006 Megan Gale ha posato per la rivista GQ nei panni di Bettie Page.[15]
- Nel 2013 è stato dedicato alla modella l'asteroide 184784 Bettiepage.[16]
- Nel 2015 è stata realizzata a Bologna una mostra fotografica curata dall'associazione ONO Arte Contemporanea, e dedicata agli scatti più celebri di Bettie Page.[17][18]
- Nel 2024 Sky Arte ha prodotto un documentario intitolato La vera vita di Bettie Page, diretto da Mark Mori e basato su una sceneggiatura di Douglas Miller;[19] il film è stato distribuito il 18 agosto dello stesso anno.[20]

## Filmografia

### Cinema
- Teaser Girl in High Heels (1950) - cortometraggio
- Striporama, regia di Jerald Intrator (1953)
- Betty's Hat Dance, regia di Irving Klaw (1953) - cortometraggio
- Varietease, regia di Irving Klaw (1954)
- Teaserama, regia di Irving Klaw (1955)

### Televisione
- E! True Hollywood Story - 1 episodio (1997)

### Film biografici
- Bettie Page: Dark Angel, regia di Nico B. (2004)
- La scandalosa vita di Bettie Page (The Notorious Bettie Page), regia di Mary Harron (2005)
- La vera vita di Bettie Page (Bettie Page Reveals All), regia di Mark Mori (2012)

## Home video

### VHS
- 1984 - Irving Klaw Bondage Classics. Volume I (London Enterprises)
- 1984 - Irving Klaw Bondage Classics. Volume II (London Enterprises)

### DVD
- 2005 - Bettie Page: Pin Up Queen (Cult Epics)
- 2005 - Bettie Page: Bondage Queen (Cult Epics)